# Catholicos Patriarca di tutta la Georgia

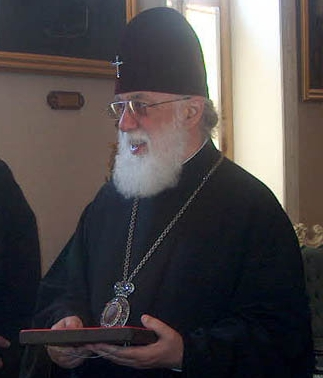
Il Catholicos Patriarca Elia II

Il titolo di «Catholicos Patriarca di tutta la Georgia» indica il primate della Chiesa apostolica autocefala ortodossa georgiana. Fu utilizzato probabilmente per la prima volta da Melchisedec I nel 1010. Nel XV secolo la suddivisione della Chiesa di Georgia in due strutture distinte (quella dell'est e quella dell'ovest) comportò la coesistenza di due catholicos patriarchi. Nel 1811 l'Impero russo sottrasse lo status di autocefalia alla Chiesa georgiana, abolendo il patriarcato. Da quel momento la Chiesa del paese caucasico fu sottoposta all'autorità del Santo Sinodo russo e dal 1817 fu governata da esarchi di etnia esclusivamente russa. Nel 1917 la Chiesa georgiana riconquistò la propria autocefalia e fu quindi restaurato il patriarcato. Il primo Catholicos Patriarca del nuovo corso fu Kirion II.
L'attuale primate della Chiesa ortodossa georgiana è Elia II, divenuto Catholicos Patriarca il 23 dicembre 1977.